# Le Bal (roman)
Vous lisez un « bon article » labellisé en 2017.
Pour les articles homonymes, voir Le Bal.
Le Bal est un court récit d'Irène Némirovsky (1903-1942), publié en 1929 dans la revue Les Œuvres libres sous le pseudonyme de Pierre Nerey, puis sous son vrai nom aux Éditions Grasset en 1930. Il fut redécouvert comme l'ensemble de son œuvre après avoir été plus ou moins oublié durant près d'un demi-siècle.
Le Bal, dont l'action se situe en 1928, décrit les tourments d'une adolescente de quatorze ans, Antoinette, qui entretient des rapports difficiles avec ses parents, parvenus de fraîche date, et spécialement avec sa mère. Celle-ci ayant refusé de la laisser assister au premier bal mondain qu'elle et son mari veulent donner, la jeune fille trouve à se venger cruellement.
Le récit met en scène une relation conflictuelle d'inspiration partiellement autobiographique entre mère et fille. Sur le mode de la caricature, mais sans exclure la subtilité, il offre également une satire sociale féroce. L'intrigue, centrée sur une famille d'origine juive, est venue à l'époque alimenter contre Irène Némirovsky les soupçons d'antisémitisme déjà éveillés par son roman David Golder, paru quelques mois plus tôt.
L'adaptation cinématographique du Bal par Wilhelm Thiele, en 1931, révèle Danielle Darrieux, qui a alors exactement l'âge de l'héroïne.

## Résumé

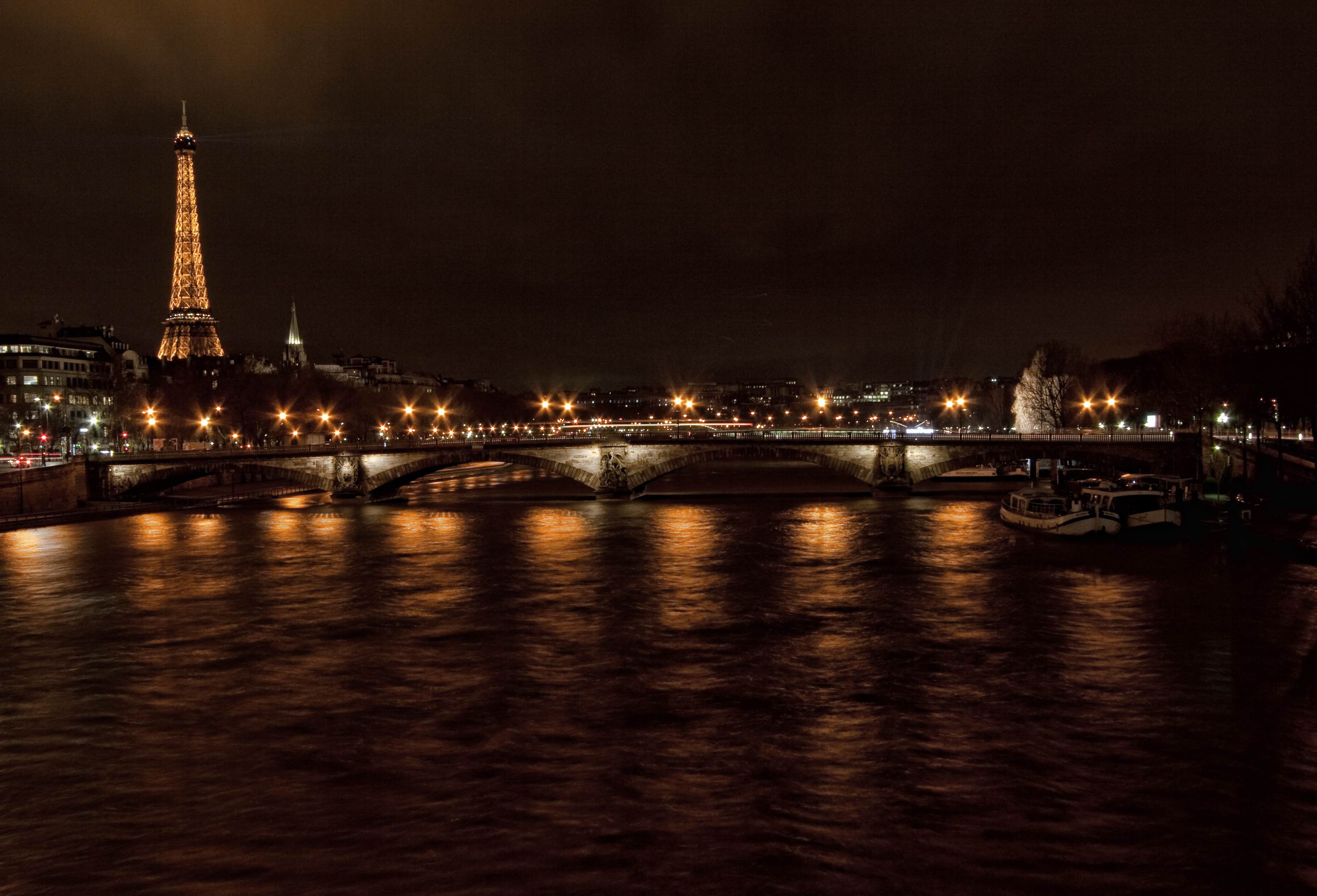
Sur le pont Alexandre-III, Antoinette ne voit plus les amoureux, mais l'eau noire et miroitante de la Seine.

Antoinette Kampf habite avec ses parents un grand appartement, dans les beaux quartiers de Paris. Son père, Alfred, naguère employé de banque, a réalisé deux ans auparavant d'excellentes opérations boursières. Sa mère, Rosine, une ancienne dactylographe, ne cesse de rudoyer sa fille, à qui elle prétend donner la meilleure éducation. En proie aux rêves et aux doutes de l'adolescence, Antoinette rumine ses rancœurs contre ses parents, qu'elle traite intérieurement de « nouveaux riches grossiers, incultes ».
Décidés à se faire connaître et accepter dans la bonne société, composée en fait de parvenus comme eux, les Kampf organisent un bal. Ils comptent inviter près de deux cents personnes et dépenser ce qu'il faut pour les impressionner : toilettes, décoration, buffet, serveurs, orchestre. Mais n'ayant pas l'intention de s'encombrer en la circonstance de sa « morveuse » de fille, Rosine lui annonce qu'elle passera la soirée dans sa chambre — ou plutôt, celle-ci devant servir de bar, dans un débarras. Antoinette passe la nuit à sangloter et maudire ses parents. Le lendemain, Mme Kampf charge la gouvernante anglaise de poster les cartons d'invitation quand elle accompagnera Antoinette à sa leçon de piano. Après le cours, Miss Betty, surprise par la jeune fille en galante compagnie, lui confie le paquet d'enveloppes pour qu'elle les porte au bureau de poste. Jalouse de son bonheur et furieuse surtout contre sa mère, Antoinette est prise d'une inspiration sur le pont Alexandre-III : froissant et déchirant toutes les missives, elle les jette à la Seine.
Arrive le jour du bal, qui plonge Mme Kampf dans une impatience et une appréhension fébrile. Elle avait tenu à convier la professeure de piano, dont elle connaît le caractère indiscret, pour assurer une publicité à sa réception : Mlle Isabelle, seule à avoir reçu son invitation en main propre, sonne la première. Cependant le temps passe et aucun autre invité ne se présente. Tandis que Mlle Isabelle feint de compatir, les Kampf se décomposent peu à peu, convaincus que tout le monde a voulu les bafouer. Rosine s'effondre en larmes, les deux époux se reprochent mutuellement leur vanité et leurs ridicules : Alfred part en claquant la porte.
Antoinette était durant tout ce temps dissimulée derrière un divan. Elle s'approche de sa mère, qui lui inspire à présent une pitié mêlée de mépris. Mme Kampf commence par la repousser, puis la serre dans ses bras : « Je n'ai que toi, ma pauvre petite fille. » Antoinette sourit, sans être dupe.

## Personnages
Comme le rappellent ses différents biographes, Irène Némirovsky s'inspire souvent pour ses romans de ses souvenirs personnels, de l'univers qui a été le sien, de sa famille : les personnages principaux sont ici le père, la mère et leur fille unique.
Antoinette apparaît comme l'archétype de l'adolescente mal dans sa peau. Grande fillette de quatorze ans embarrassée par son visage ingrat, sa poitrine naissante et son corps dégingandé, elle se sent incomprise. Les incessantes réprimandes de sa mère sur son physique ou ses manières la blessent et l'humilient. Elle qui se sait bientôt à l'âge de Juliette rêve de dépouiller ses vêtements d'enfant et d'être déjà une femme, aimée, désirée. Elle s'imagine ainsi faisant l'admiration de tous au bal de ses parents. Persuadée d'être flouée de sa part de bonheur par des adultes tous égoïstes et hypocrites, elle voudrait dans sa rage voir ses parents punis par le ciel — quitte à devoir mourir elle-même : « Et elle se vit sur le trottoir, couchée, en sang… Pas de bal le 15… » À la fin de l'histoire, l'enfant, « initiée au mal » et se donnant le pouvoir de prendre ou non sa mère en pitié, « est devenue femme à son tour ».
La romancière semble avoir prêté à son héroïne, en beaucoup plus sévère, le regard désabusé qu'elle portait jeune fille sur l'ostentation ou les fréquentations de ses parents. Têtue, maligne, insatisfaite, Antoinette paraît un portrait d'elle-même à cet âge (aussi peu indulgent que l'est celui d'un autre de ses doubles, Joyce, la fille de David Golder dans le roman éponyme). Némirovsky se serait par ailleurs rappelé pour le personnage d'Antoinette une jeune inconnue croisée sur le pont Alexandre-III et qui, accoudée au parapet à quelque distance de sa gouvernante, regardait couler l'eau d'« un air malheureux et dur ».
Rosine Kampf est une femme autoritaire qui domine son mari et terrorise sa fille. Elle a les cheveux teints d'une couleur flamboyante, un langage naturellement grossier, et son mari lui reproche à la fin ses manières de poissarde. Consciente d'ignorer les usages du monde mais désireuse de cacher son passé misérable, elle redoute la clairvoyance des domestiques et leurs bavardages à l'extérieur — tout en les traitant de « larbins ». Elle envisage aussi cette réception comme une revanche contre les siens, qui ont désapprouvé son mariage avec un Juif. Rosine Kampf est par ailleurs une femme que ronge l'angoisse de vieillir. Le jour du bal, un monologue intérieur révèle son amertume d'avoir dû attendre les premières rides pour connaître le luxe, qui, en même temps, lui paraît vain, sans amour. Elle se farde avec soin et arbore tous ses bijoux, avec le vague espoir de pouvoir encore séduire un homme différent des goujats qu'étaient ses amants de jeunesse.
« Figure maternelle haïe », Rosine Kampf fait partie de ces « personnages féminins futiles, vénaux, égoïstes » dont David Golder ou Jézabel offrent d'autres exemples. Au sein de l'univers fictif de l'auteure, elle est à maints égards un des nombreux avatars de sa mère, Anna Némirovsky, dite Fanny : avide d'argent et de plaisirs mondains, s'évertuant à maquiller son âge, délaissant sa fille qu'elle traite avec animosité, mais refusant de voir grandir cette rivale potentielle.

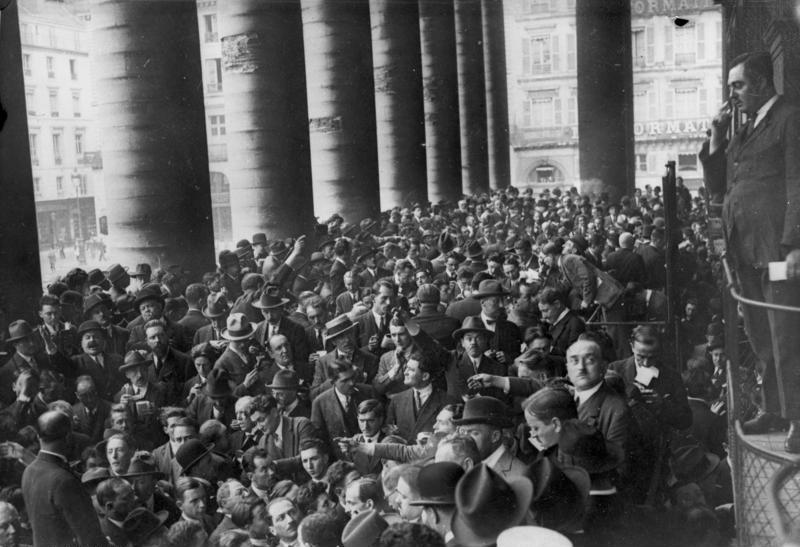
Alfred Kampf a longtemps attendu la fortune parmi les courtiers du palais Brongniart (ici en 1931).

Alfred Kampf, surnommé « Feuer » (« feu » en allemand) par ses camarades juifs de la bourse, est décrit comme « un sec petit Juif aux yeux de feu ». De simple portier à la Banque de Paris, il est passé petit employé, puis courtier. Il est convaincu que pour faire son chemin, dans le monde comme en affaires, il ne faut que suivre patiemment la morale chrétienne de l'humilité. Une union avec une jolie fille catholique ne pouvant nuire à ses ambitions, il a épousé la dactylo du patron, et supporté onze années durant ses frustrations et récriminations, dans leur petit logement sombre près des Grands Boulevards. Son heureux coup de bourse en 1926 (d'abord sur la baisse du franc, puis sur celle de la livre) l'a empli comme sa femme du désir de paraître, et il la couvre de bijoux qui sont aussi pour lui des placements. Converti lors de son mariage, il cherche à faire oublier ses origines juives, que Rosine lui renvoie à la figure : « Tu crois que les gens ne savent pas qui tu es, d'où tu sors ! »
Alfred Kampf, « boursicoteur enrichi par le hasard », peut être comparé à un « César Birotteau 1926, tout ébahi d'être “arrivé” ». Ce David Golder de moindre envergure, un peu faible mais plus gentil que sa femme envers leur fille, a pu là encore être inspiré à Irène Némirowsky par son père, et par certains de ses partenaires financiers.
Miss Betty, gouvernante d'Antoinette, est très jeune, a le visage doux et un accent chantant (« Oh ! Ann-toinette ! »), que l'auteure transcrit en se rappelant peut-être sa gouvernante anglaise, Miss Matthews. Rabrouée par Mme Kampf, Miss Betty raisonne Antoinette avec douceur : mais la découverte de ses rendez-vous amoureux va exacerber le dépit de celle-ci et être le déclencheur de la vengeance.
Mlle Isabelle, cousine des Kampf, est une vieille fille plate et sèche, qu'Antoinette, à qui elle enseigne la musique avec sévérité, déteste et trouve « malveillante et fureteuse comme une vieille pie ». Elle étale complaisamment les relations mondaines que lui procure son métier, mais elle jalouse les Kampf pour leur argent et Rosine pour le passé de femme galante qu'elle lui suppose. Lors de la soirée, elle loue avec perfidie leur intérieur kitsch et, affichant une profonde commisération, jouit de leur humiliation.
Georges le majordome (« le larbin ») cristallise la méfiance haineuse de Rosine, les autres domestiques n'étant que mentionnés. Le jour du bal, on entend dans la galerie les musiciens et les extras plaisanter et rire, sans doute aux dépens des Kampf.

## Aspects de la narration
Aussi impitoyable mais resserré autour des trois protagonistes, Le Bal semble « une représentation de poche en un acte et six scènes » d'un bref roman de Némirovsky, L'Ennemie, paru en 1928 dans la revue littéraire Les Œuvres libres. Présenté pour des raisons commerciales comme un roman par l'éditeur Bernard Grasset, Le Bal a en fait la dimension et la construction d'une nouvelle.
« Tranche de vie » de quelques personnages, l'intrigue très simple s'achemine vers sa fin en six séquences au cadre précis, séparés par des ellipses temporelles plus ou moins longues :
- Chapitre I : un matin, salle d'étude d'Antoinette ; Mme Kampf annonce son bal.
- Chapitre II : le soir même, salon ; Antoinette doit calligraphier les invitations.
- Chapitre III : la nuit qui suit, chambre d'Antoinette ; elle pleure et rêve de vengeance.
- Chapitre IV : le lendemain, chez Mlle Isabelle puis sur le pont Alexandre-III ; Antoinette jette les invitations.
- Chapitre V : fin de journée deux semaines plus tard, pièces de réception ; derniers préparatifs pour le bal.
- Chapitre VI : le même soir, chambre de débarras puis salon ; Antoinette assiste à la déconfiture de ses parents.

On peut parler de chute si on considère que la dernière scène offre un retournement inattendu au lieu du châtiment confusément redouté par l'héroïne : « dans une sorte d'inversion des rôles de la mère et de la fille », Antoinette, devenue adulte par son geste, se fait la consolatrice de Rosine, qui se raccroche à elle.
Le récit est fait à la troisième personne, mais le point de vue omniscient du narrateur s'efface constamment au profit d'une focalisation interne : la plupart des scènes sont racontées selon la perception qu'en a Antoinette, et la forme du monologue intérieur permet de partager ses sentiments, parfois ceux de Rosine ou d'Isabelle. De même, les quelques descriptions dans le texte émanent de la vision de l'héroïne (l'intérieur de la professeure de piano, la Seine vue du pont, le buffet chargé de mets raffinés).
La narration cède très souvent la place à des dialogues de style oral, voire d'un registre familier (« C'est toi, imbécile, c'est ta faute […] Ils se sont bien foutus de toi, hein, tes amis […] — Et les tiens, tes comtes, tes marquis, tes maquereaux ! »). Les monologues intérieurs de l'adolescente sont par moments empreints d'une certaine exaltation lyrique (« Je voudrais mourir, mon Dieu faites que je meure… ma bonne Sainte Vierge, pourquoi m'avez-vous fait naître parmi eux ? »). Mais la romancière a, dans l'ensemble du texte, délaissé le « ton parfois pathétique de L'Ennemie » pour une « ironie libératrice » et distanciée.
« Ces sarcasmes, cet art du dialogue trivial mais sans complaisance, le portrait-charge à la Grosz » sont précisément, selon Olivier Philipponnat et Patrick Lienhardt, ce qui caractérise son style jusqu'au milieu des années 1930.

## Thèmes essentiels
Le Bal traite essentiellement d'une hostilité entre mère et fille, et du ridicule de certains parvenus. Abordés ici sous l'angle plus léger de la satire, ce sont des thèmes privilégiés de l'œuvre d'Irène Némirovsky : une relation allant jusqu'à la haine entre une mère égoïste et sa fille mal aimée, et « le désir d'intégration de pauvres Juifs de l'Est qui s'enrichissent [mais sont] toujours en porte à faux par rapport à la société bourgeoise française à laquelle ils aspirent ».

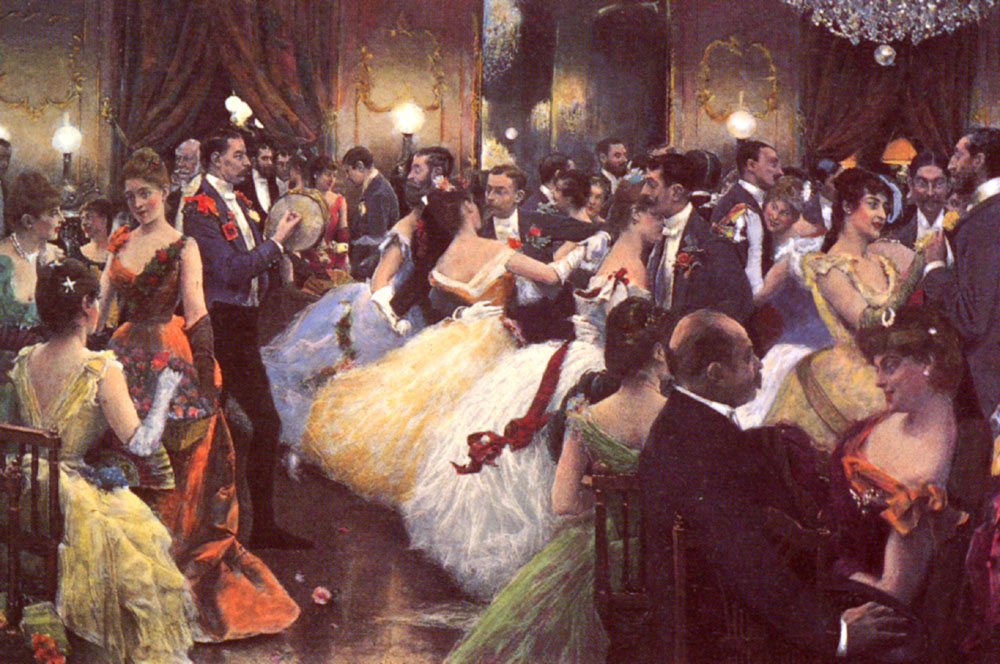
J. LeBlanc Stewart, Le Bal. À cause d'Antoinette, le grand bal mondain que fantasmait sa mère n'aura pas lieu.

Le Bal, à travers le récit d'une crise, explore les tourments du passage de l'enfance à l'âge adulte, ainsi que ceux de la femme mûre emplie de regrets. C'est là que le texte prend une dimension nettement autobiographique : après L'Ennemie, « cruel portrait d'une marâtre vaniteuse » en guerre contre sa fille, il offre « une nouvelle transposition du conflit d'adolescente d'Irène Némirovsky » avec sa mère bien peu aimante et obsédée par l'âge. Quelques années plus tard, en 1937, la jeune Dominique Desanti, présentée à Irène Némirovsky, lui confiait timidement qu'elle « savai[t] presque par cœur Le Bal » car cette histoire d'adolescente humiliée qui se venge d'une mère snob lui parlait personnellement, sa propre mère n'étant jamais là pour s'occuper d'elle ; ce à quoi la romancière répondit avec douceur : « Détester une absence et non une présence : c'est une haine plus légère à porter ». Comme dans L'Ennemie ou d'autres textes qui suivront, les violents griefs qu'Antoinette adresse en pensée à Rosine prouvent « que l'œuvre d'Irène Némirovsky […] est impuissante à taire ou déguiser la soif d'amour que sa mère n'a pas étanchée », analyse O. Philipponnat.
Pourtant, proche de chacun de ses personnages, la romancière sait à la fois « stigmatiser les défauts de cette mère [et] inspirer au lecteur le sentiment de la pitié pour une femme qui voit dans l'existence même de sa fille le signe de son vieillissement et la naissance d'une rivale ». La soif de mondanités d'Antoinette et son éveil à la sensualité (elle se regarde au miroir, s'interroge sur sa beauté) sont contemporains du déclin physique que Rosine tente de maquiller, et de son échec sur la scène sociale. Le récit se clôt sur l'idée que « “sur le chemin de la vie” elles se croisaient, et l'une allait monter, et l'autre s'enfoncer dans l'ombre ». Le dénouement est également cruel au sens où Antoinette, qui a joué à torturer une mère infantile, passe de la vengeance à une compassion en fait bien plus terrible. Irène Némirovsky a toutefois substitué à l'amertume du roman précédent un ton de farce et un humour ravageur.

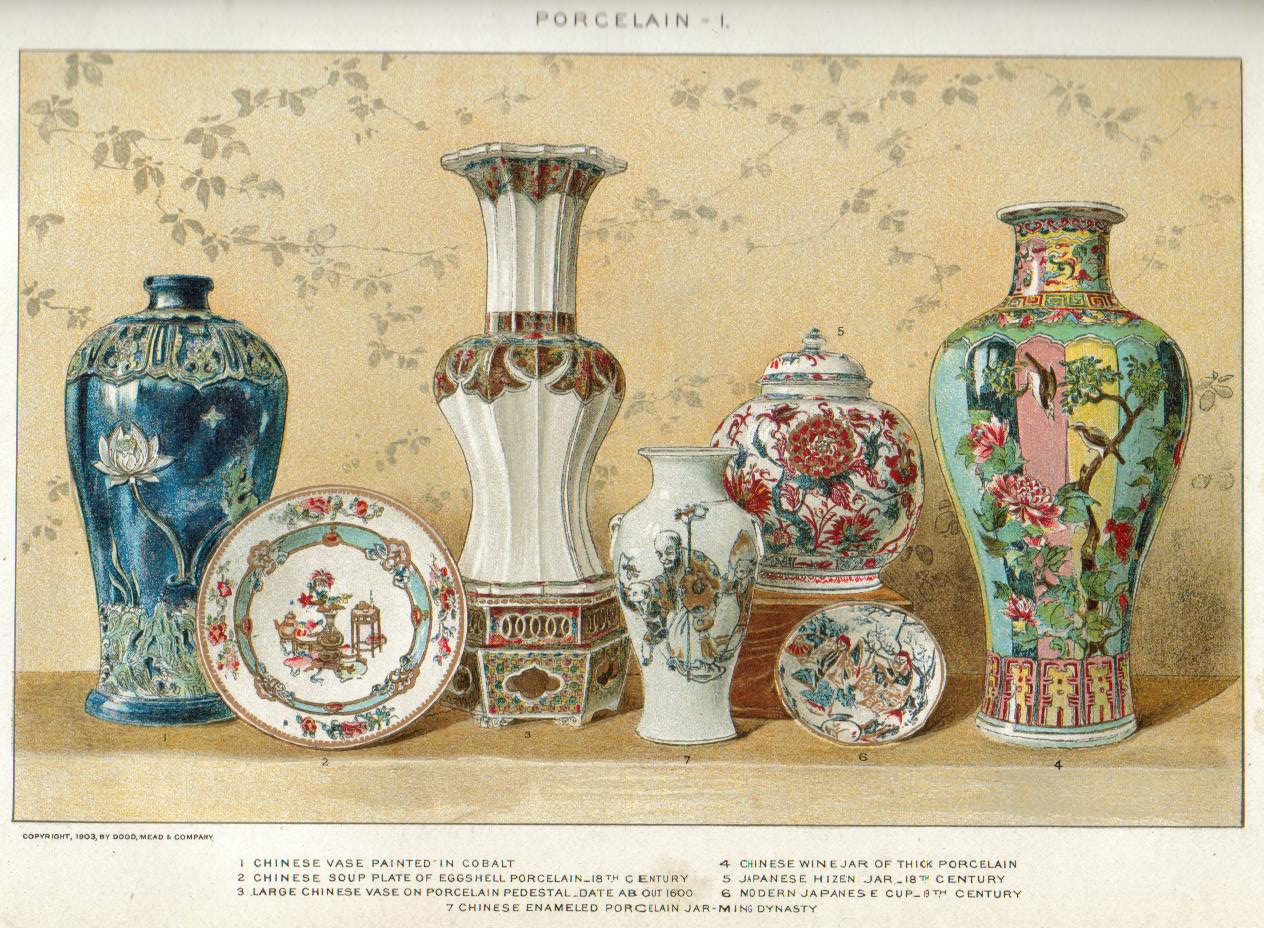
Porcelaine japonaises (vers 1900). Tiens, vous aimez encore ce style japonais, Rosine ? Moi, je le défends toujours [contre ceux qui lui reprochent] d'être toc et de faire “nouveaux riches”…, susurre Mlle Isabelle.

Sa caricature des nouveaux maîtres de la finance est virulente, inspirée peut-être par ses premiers souvenirs de vie parisienne. La romancière pointe le mauvais goût des Kampf à travers quelques éléments de description et les sous-entendus de Mlle Isabelle. La plupart des dialogues exhibent leur ignorance des codes de politesse mondaine, leur manque d'éducation, voire leur mesquinerie. La satire réside aussi dans la conception même de la soirée : la liste des invités s'appuie en grande partie sur des cartes de visite de gens que Rosine a juste croisés dans des hôtels à Deauville, à Chamonix ou sur la Côte d'Azur. Beaucoup sont des Juifs de fortune récente, qui vivent dans un luxe clinquant et se donnent des titres de noblesse prétentieux en changeant leurs noms : bien que souhaitant lui-même rompre avec ses origines, Alfred se moque par exemple d'Abraham et Rébecca Birnbaum (« poirier » en allemand), qui se font appeler « comte et comtesse du Poirier ». La plupart des invités, auxquels l'auteure invente des patronymes plus ou moins grotesques (Ostier d'Arrachon, Lévy de Brunelleschi, Banyuls), sont des gigolos, d'anciens souteneurs ou prostituées, ou encore des escrocs.
Irène Némirovsky force donc le trait sur tout un milieu interlope mais épris de paraître et de reconnaissance sociale. Cependant, de même qu'elle sait rendre Rosine pathétique et pas seulement odieuse, Irène Némirovsky se moque sans condamner. Lors de la première publication du Bal, les protagonistes portaient le nom de « Kemp ». La romancière corrige ensuite en « Kampf » (« combat » en allemand), peut-être par égard pour le critique littéraire Robert Kemp, peut-être pour signifier que l'assimilation des Juifs dans la société française est une lutte incessante. Elle porte aussi un regard sur son époque au-delà des comptes qu'elle règle avec sa mère et son passé : selon Philipponnat et Lienhardt, elle suggérerait qu'en ces années folles, la comédie bourgeoise, l'appétit effréné de soirées, de toilettes et de fêtes, sont « le paravent de l'angoisse érotique, et que la déchéance mondaine, pour un couple de parvenus, est égale aux premières atteintes de la mort ».

## De la genèse à la redécouverte du texte
Rédigé en marge du roman David Golder, qui l'a éclipsé, Le Bal a suscité à peu près le même genre de controverse autour d'un prétendu antisémitisme de son auteure. Mais nombre de critiques ont été sensibles, au-delà de sa peinture sociale, à sa finesse psychologique. Après la mort prématurée d'Irène Némirovsky à Auschwitz et passé les années 1950 où paraissent certains inédits, il faut attendre un demi-siècle avant que ses œuvres soient remises à l'honneur auprès du grand public : toutefois, Le Bal bénéficie d'une réédition dès le milieu des années 1980.

### Rédaction et publication
« J'ai écrit Le Bal entre deux chapitres de David Golder » : Irène Némirovsky explique dans le « prière d'insérer » adressé à son éditeur que, bloquée sur une scène difficile de David Golder au cours de l'année 1928, elle ne pouvait plus supporter son roman. Elle s'était alors remémoré une fillette observant la Seine depuis le pont Alexandre-III, tandis que sa gouvernante, apparemment anglaise, attendait quelqu'un avec une fièvre visible. « La petite fille avait un air malheureux et dur qui me frappa. J'imaginais, en la regardant, toutes sortes d'histoires. Le Bal en est une. »

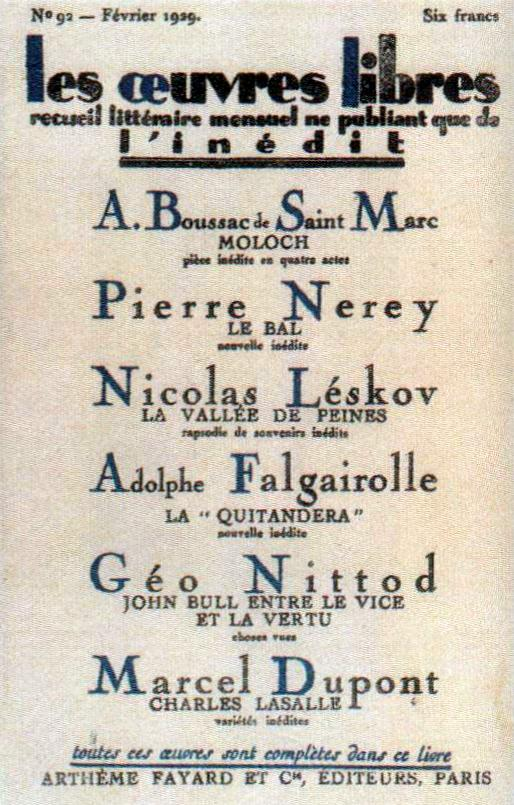
Couverture du no 92 de la revue Les Œuvres libres, dans lequel paraît pour la première fois Le Bal, sous le nom de plume de Pierre Nerey.

Némirovsky envoie d'abord la nouvelle aux éditions Fayard, qui ont accueilli plusieurs de ses textes dans la revue mensuelle Les Œuvres libres. Le Bal y paraît en février 1929 sous le même pseudonyme que L'Ennemie en 1928, Pierre Nerey, anagramme d'Irène « qu'elle choisit pour gifler sa mère » dans ces deux ouvrages, . Il est probable que Le Bal, encore plus court que le récit précédent et passé inaperçu lors de cette première publication, n'aurait jamais été édité en livre ni sous le vrai nom de l'auteure, si Pierre Tisné, secrétaire général des éditions Grasset, n'y avait trouvé « la quintessence de L'Ennemie », et si Bernard Grasset n'avait décidé de le publier dans la foulée de David Golder, gros succès de ce début d'année 1930. Le contrat est signé en avril et la romancière touche une avance de 6 000 francs. Le Bal, très attendu parce qu'annoncé comme « le nouveau roman d'Irène Némirovsky », sort au début du mois d'août 1930.

### Réception critique
La critique s'avère dans l'ensemble déçue par la minceur du volume. Le Bal n'en relance pas moins la polémique déjà suscitée par David Golder sur l'ambiguïté d'Irène Némirovsky par rapport à ses origines juives.

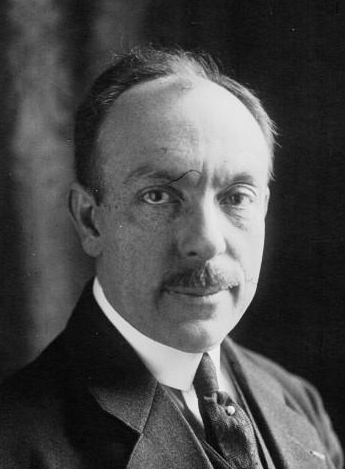
À la lecture du Bal, Paul Reboux (ici en 1921) porte aux nues le talent d'Irène Némirovsky.

Certains soupçonnent d'abord l'éditeur et l'écrivain, qui y aurait gâché son talent, d'avoir raclé des fonds de tiroirs pour offrir ce petit conte immoral et déprimant. D'autres en estiment le sujet invraisemblable, ou relevant plus du vaudeville que du drame. Même mieux disposés, beaucoup ramènent Le Bal à un simple « divertissement donné pendant la tragédie de David Golder », qui intéresse d'ailleurs davantage le public. Des voix s'élèvent cependant pour défendre un livre « étonnamment suggestif et puissant ». Jean Cocteau recommande à sa mère la lecture de cette « sorte de chef-d'œuvre » sur le cauchemar de l'homme du monde : un bal raté. Paul Reboux, dans les colonnes de Paris-Soir, parle de « poignant poème inspiré par la douleur de ceux qui n'ont pas connu la douceur d'être aimés par leurs parents ». Rapprochant ce « joyau » d’Un cœur simple, de Flaubert, ou d’Yvette, de Maupassant, il n'hésite pas à saluer l'avènement dans les lettres françaises d'une nouvelle Colette.
Certains détracteurs en revanche jugent l'héroïne perverse, oubliant qu'une mère peu respectable l'a éduquée, ou trouvant trop acerbes les échanges entre elles. Or une telle vision du personnage recoupe une interprétation de certains éléments du texte à partir de clichés antisémites. Un critique du Mercure de France, qui croit lire une diatribe contre les Juifs, trouve chez Antoinette « l'avidité de jouissance, […] l'ardeur, l'orgueil et l'idée de persécution propres à sa race ». D'autres, brandissant l'identité juive de l'auteur comme garant de vérité, louent le regard impitoyable de « madame Némirovsky [qui] a très bien observé ces types d'Israélites gagneurs d'argent, aux prises plus tard avec la vie mondaine ». D'autres encore souhaitent à la romancière de ne pas se borner dans l'avenir à décrire « les enfants d'Israël », car ceux du Bal « vous dégoûtent par leurs mœurs, leurs attitudes, leur conception de la vie ».
Nina Gourfinkel, dans la Nouvelle Revue juive, passe sur l'ambiguïté de la satire pour vanter plutôt le « talent froidement cruel » de la romancière, son écriture au « bistouri » . Il n'empêche que sur un certain fond d'antisémitisme, et six mois après « l'affaire Golder », Irène Némirovsky se retrouve prise au même piège. Que ce soit pour le déplorer ou le récupérer, « la presse est d'autant plus encline à souligner le caractère acide du Bal que ce divertissement ressemble à s'y méprendre à une satire de la petite bourgeoisie juive avide de reconnaissance », « encore plus cynique et mordante » que la précédente. Le soupçon accueillera désormais tous ses livres mettant en scène des personnages juifs, même si la romancière se défend à chaque fois en expliquant qu'elle peint des individus tels qu'elle a pu en rencontrer, et qu'il faut se garder de toute généralisation.
La conclusion de Jonathan Weiss sur cette étape de sa carrière est que si Irène Némirovsky « a choisi d'écrire David Golder et Le Bal, c'est qu'elle voulait être reconnue comme un auteur juif qui porte un regard critique sur sa propre communauté », de même que plus tard elle se penchera sur la petite bourgeoisie française pour « qu'on la reconnaisse comme un auteur français par sa sensibilité ». Des études ultérieures comme celle d'Angela Kershaw montrent en outre qu'Irène Némirovsky, sans jamais juger ses personnages, joue, en les imaginant, sur les attentes plus ou moins stéréotypées du public ; et que ses « thèmes juifs » constituent avant tout pour elle un décor facile, voire la métaphore des sujets qui lui tiennent à cœur : la solitude (de l'enfance comme de l'âge adulte), la nostalgie, la quête de respectabilité — thématique même du Bal.

### Adaptation à l'écran

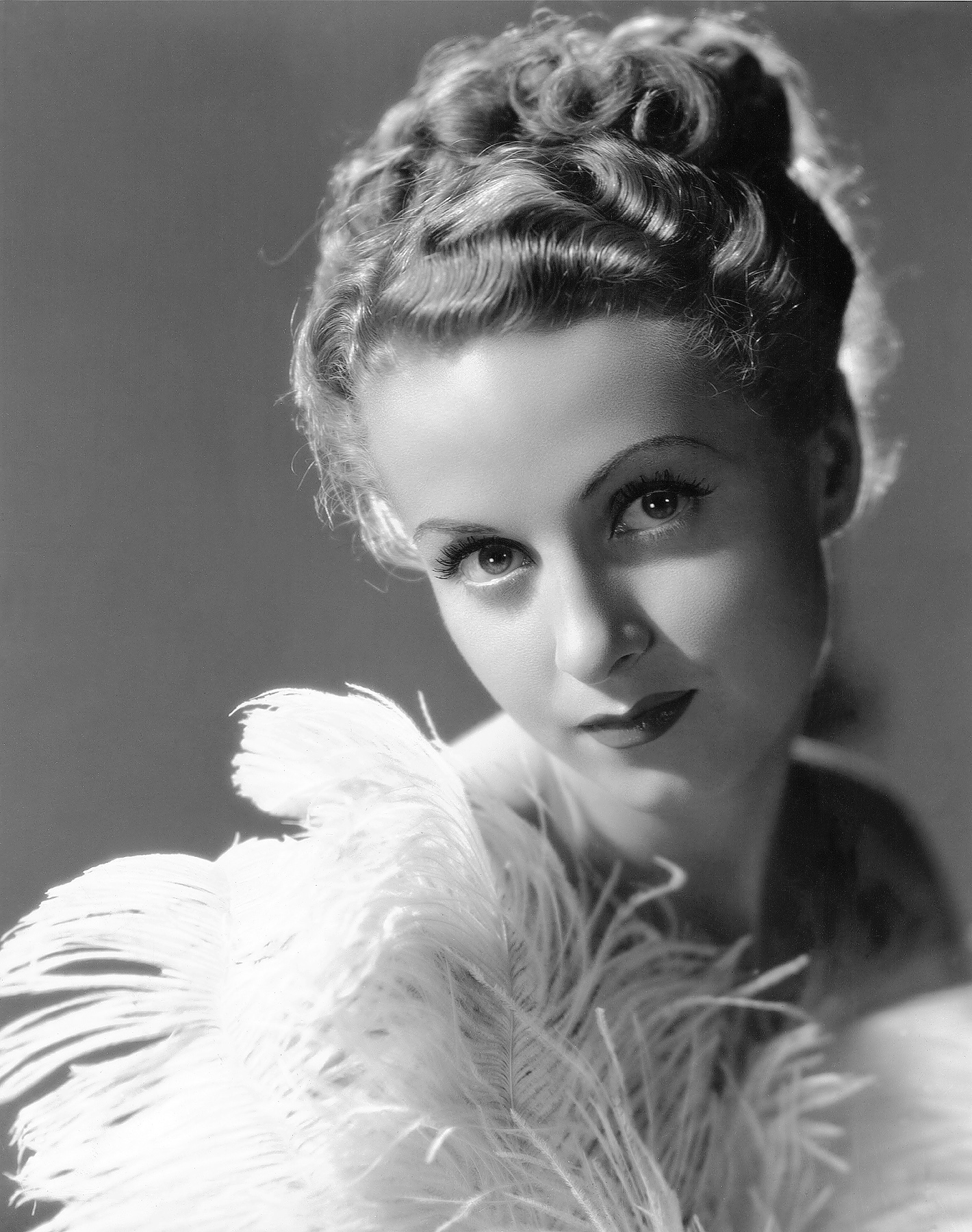
Danielle Darrieux en 1938, sept ans après son premier rôle dans Le Bal de W. Thiele.

Signe d'un engouement pour les récits de Némirovsky, Bernard Grasset trouve à céder les droits cinématographiques du Bal quelques semaines après sa parution. Projetée au Gaumont-Palace en septembre 1931, l'adaptation qu'en a tirée Wilhelm Thiele, aidé de Curt Siodmak et Henri Falk, se révèle moins fidèle que celle de David Golder par Julien Duvivier la même année.
Les Kampf sont devenus des bonnetiers qui viennent de toucher un gros héritage ; Antoinette (Danielle Darrieux pour son premier rôle à l'écran) n'est plus une adolescente en révolte, mais une jeune fille plutôt rangée et aimante ; elle jette à la Seine les invitations au bal parce que sa mère lui a interdit d'y assister, mais surtout parce qu'elle a surpris sa liaison avec un jeune homme, inventé pour le film ; avouant à la fin sa faute à ses parents, au milieu du salon désert, elle est vite pardonnée et tous trois se réconcilient. Indépendamment même de ce happy end, le conflit mère-fille, l'identité juive du père et l'origine spéculative de sa fortune ont disparu. Si la version française du film est jugée alors supérieure à la version allemande tournée simultanément, le film a gommé l'aspect cruel et grinçant de la nouvelle.
« L'essentiel de l'œuvre d'Irène était trahi », estime Jonathan Weiss. Mais la presse applaudit cette histoire de boutiquiers enrichis, et la romancière se sent encouragée par la scénarisation concomitante de deux de ses textes à écrire d'autres sujets de films, .

### Oubli et redécouverte
L'impossibilité pour Irène Némirovsky, à partir des lois antijuives d'octobre 1940, de continuer à publier sous son nom, puis sa disparition brutale en juillet 1942, dans la tourmente de la Shoah, la font oublier du public pendant plusieurs décennies. Malgré le travail de mémoire de ses deux filles, il faudra attendre que le manuscrit inachevé de Suite française soit ouvert, mis en forme et honoré du prix Renaudot à titre posthume (2004), pour que les nombreux textes courts qu'Irène Némirovsky avait fait paraître en marge de ses romans soient tous réédités.
Le Bal cependant ressort dès 1985, dans la collection « Les Cahiers Rouges » des éditions Grasset. À la même époque, au cours de l'émission radiophonique Panorama, sur France Culture, Roger Dadoun fait l'éloge du Bal dans une perspective psychanalytique, soulignant la force et l'impact de ce récit, pour lui aussi percutant qu'une « balle » de tir réussi. Dans Le Mirador, biographie « rêvée » de sa mère publiée en 1992, sa fille cadette Élisabeth Gille fait écrire à Irène Némirovsky qu'elle a commencé une nouvelle intitulée « simplement Le Bal », pour fustiger tout ce qu'elle déteste et reproche entre autres à sa mère Fanny : « l'amour immodéré de l'argent et du faste », l'étalage arrogant et vulgaire des richesses acquises. Élisabeth Gille s'inspire aussi de la trahison d'Antoinette pour inventer un épisode où Irène dissimule à sa mère une lettre importante de son père. Préfaçant son ouvrage, René de Ceccatty évoque « la grâce assassine du Bal, longue nouvelle dans laquelle on s'accorde à reconnaître une forme de perfection concise ».
Tandis que sa thématique et sa facilité de lecture font bientôt du Bal un « classique » des cours de français en collège, le compositeur franco-argentin Oscar Strasnoy en tire un opéra en un acte, créé à Hambourg en mars 2010. Cinq ans plus tard, la comédienne Virginie Lemoine l'adapte pour la scène sans rien changer aux dialogues ni aux monologues, et en transposant la narration dans la bouche du personnage d'Antoinette,.

## Adaptations

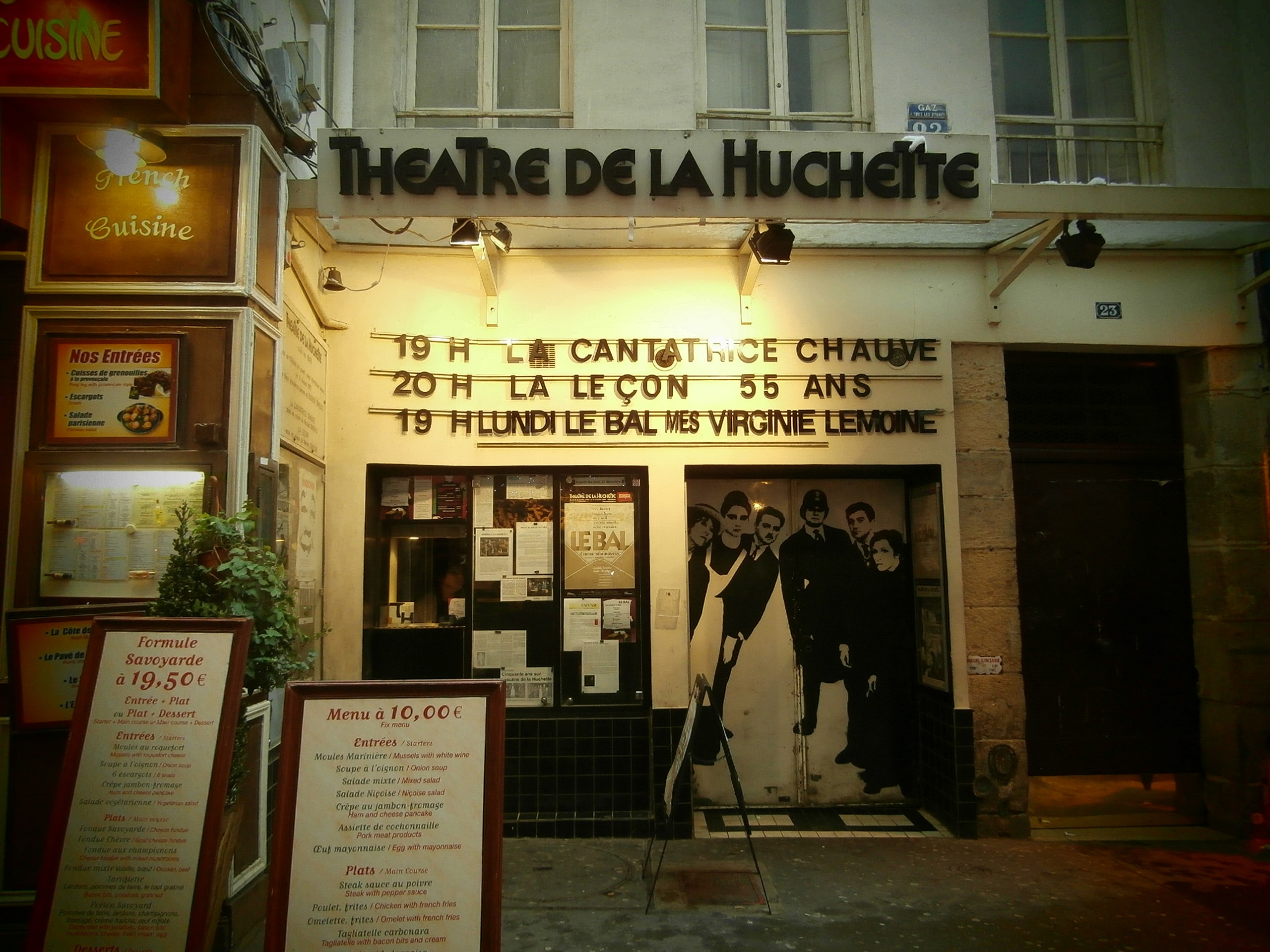
Le Bal à l'affiche du théâtre de la Huchette, en janvier 2013.

- Au cinéma : 1931 : Le Bal, comédie dramatique réalisée en par Wilhelm Thiele, avec Danielle Darrieux (Antoinette), Germaine Dermoz (Rosine Kampf), André Lefaur (Alfred Kampf), noir et blanc, 75 minutes. Une version allemande est tournée peu après avec Dolly Haas (Antoinette). Longtemps cru perdu, le film français a été retrouvé à Moscou et fait aujourd'hui partie du fonds de la cinémathèque de Toulouse.
- À l'opéra : Le Bal, opéra en un acte pour six voix et orchestre d'Oscar Strasnoy, sur un livret de Matthew Jocelyn. Créé en mars 2010 à l'opéra de Hambourg (direction : Simone Young ; mise en scène M. Jocelyn) ; repris en novembre 2012 au Prinzregententheater de Munich (direction : Ulf Schirmer ; mise en scène : Karsten Wiegand) ; en janvier 2012 a été donnée au théâtre du Châtelet à Paris une version concertante (direction : Anu Tali ; mise en espace : M. Jocelyn, avec animations en images).
- Au théâtre : Le Bal, adaptation de Virginie Lemoine. Créé au théâtre de la Huchette en 2013 et repris en janvier 2017 au théâtre Rive gauche, dans la même mise en scène de Virginie Lemoine et Marie Chevalot, et avec les mêmes comédiens : Lucie Barret (Antoinette), Brigitte Faure (Rosine Kampf), Serge Noël (Alfred Kampf) et Françoise Miquelis (Mlle Isabelle). Spectacle de 75 minutes environ, incluant à la fin une présentation de la vie d'Irène Némirovsky.